# Scheuring
Scheuring è un comune tedesco di 1 814 abitanti, situato nel land della Baviera.